# Tricarpelema
Tricarpelema là một chi thực vật có hoa trong họ Commelinaceae.